# Paunsdorf

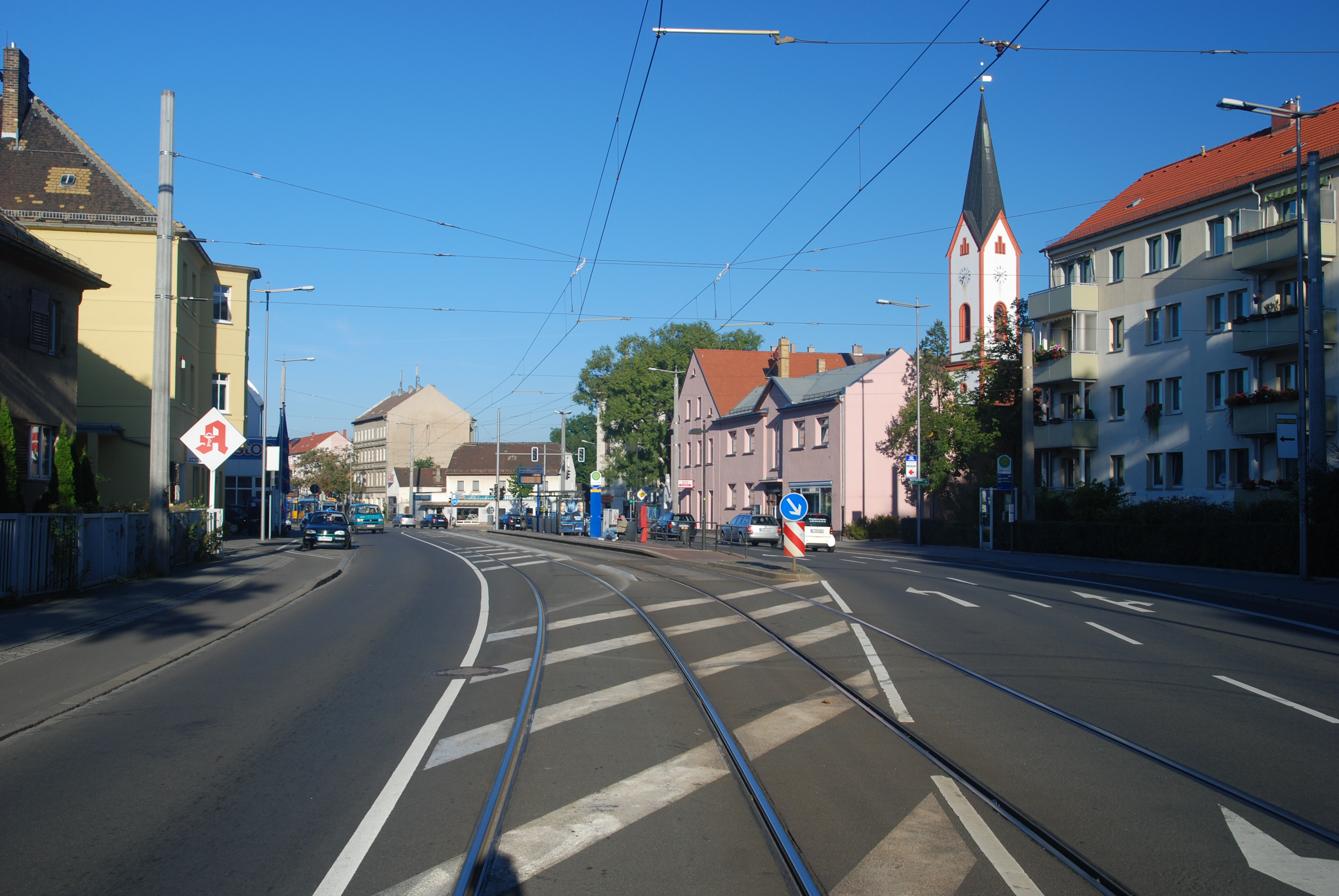
Alt-Paunsdorf, im Hintergrund die Kirche

Paunsdorf ist ein Stadtteil und zugleich Ortsteil im Stadtbezirk Ost von Leipzig.

## Lage
Paunsdorf besteht aus zwei Teilen: aus Alt-Paunsdorf und dem ab 1987 erbauten Neubaugebiet Neu-Paunsdorf. Die benachbarten Ortsteile sind im Norden Heiterblick, im Südosten Engelsdorf, im Süden Mölkau, im Südwesten Sellerhausen-Stünz und im Nordwesten Schönefeld-Ost.

## Geschichte
Der Ortsname erscheint 1312 erstmals in einem Personennamen als Buntstorf, später Bwnsdorf (1335) und Baunsdorff (1467). Der erste Teil des Namens ist wohl ein Personenname, der entweder auf as. Būn(i) (von būan 'wohnen, Landbau treiben') oder auf altsorb. Bun zurückgeht.
Die Geschichte des Ortes ist eng mit der Entwicklung des Rittergutes verbunden, das ab 1410 dem Lehnsherrn Pflugk und in der Folge – mit einer Unterbrechung von 1621 bis 1645 – der Familie Thümmel gehörte. Ihr fiel auch das Gut Schönefeld zu. 1783 wurde das noch heute existierende Kirchenschiff der Dorfkirche (seit 1946 Genezarethkirche) mit einem frühklassizistischen Innenraum auf dem Feldsteinsockel des Vorgängerbaus durch Johann Carl Friedrich Dauthe errichtet. Der neugotisch geprägte Turm mit Spitzhelm wurde erst 1875 hinzugefügt.
Das Dorf litt stark unter der Völkerschlacht im Oktober 1813. Nachdem sich zunächst sächsische Teile der napoleonischen Truppen im Ort verbarrikadierten, wurde Paunsdorf von den Verbündeten gestürmt. Diese eroberten 19 Geschütze, mehr als 3.000 Sachsen wechselten die Fronten. Noch heute erinnert ein nahe der Kirche gelegenes Denkmal von 1913 an die Erstürmung. Von den 66 Häusern des Dorfes waren nach Ende der Kampfhandlungen 33 vollkommen niedergebrannt, viele andere stark beschädigt.
Paunsdorf lag bis 1856 im kursächsischen bzw. königlich-sächsischen Kreisamt Leipzig. Ab 1856 gehörte der Ort zum Gerichtsamt Taucha und ab 1875 zur Amtshauptmannschaft Leipzig.
Nach 1820 setzte in Paunsdorf eine rege Bautätigkeit ein, wodurch die Einwohnerzahl von 552 im Jahre 1834 auf 805 im Jahre 1852 anstieg. Die Ausläufer der Industrialisierung erreichten in der zweiten Hälfte des 19. Jahrhunderts auch Paunsdorf: Als erster Industriebetrieb siedelte sich 1863 die Schriftgießerei Johann Gottfried Böttger an. In den Jahren der Gründerzeit 1874–1876 dehnte sich der Ort mit dem Bau zahlreicher Wohnhäuser nach Osten aus. 1880 lebten in Paunsdorf bereits 1.604 Personen. Zwei Jahre später, am 18. August 1882, wurde hier der SPD-Politiker Hermann Liebmann geboren.
1837 wurde das Teilstück Leipzig–Althen der südlich am Ortskern vorbeiführenden Leipzig-Dresdner Eisenbahn eröffnet und 1839 bis Dresden verlängert. Seit der Einsetzung des ersten berufsmäßigen Gemeindevorstands im Januar 1887 bemühte sich das Dorf vergeblich um die Eingemeindung in das nahe gelegene Leipzig. Im gleichen Jahr erhielt Paunsdorf Anschluss an die Eisenbahnstrecke Leipzig–Geithain (Haltepunkt Paunsdorf-Stünz, ab 1905 Bahnhof, heute wieder Haltepunkt), die bis Paunsdorf parallel zur Dresdner Strecke verläuft. Dies hatte die Entwicklung eines langgestreckten Industriegebietes längs der Bahnlinien zur Folge. In den Folgejahren nahm Paunsdorf durch die Ansiedlung weiterer Industriebetriebe (darunter ab 1898/1899 das Messingwalzwerk der Hugo Schneider AG (1934 umbenannt in HASAG)) mehr und mehr den Charakter eines Industrievorortes an. Als im April 1912 in der Schwedenstraße Ecke Rathausstraße (heute Theodor-Heuss-Straße Ecke Am Röschenhof) das neobarocke Rathaus von Fritz Drechsler eingeweiht wurde, zählte der Ort 5.000 Einwohner. Die Eingemeindung nach Leipzig erfolgte schließlich – mit Ausnahme der zum Rittergut gehörenden Gebiete – 1922. Zu diesem Zeitpunkt zählte Paunsdorf 5.700 Einwohner.
1897 und 1898 wurden in Paunsdorf die ersten Marathonläufe auf deutschem Boden durchgeführt. Die 40 km lange Strecke verlief vom Neuen Gasthof in Paunsdorf nach Bennewitz und zurück. 1913 wurde der Fortuna-Sportpark eingeweiht, benannt nach dem Fußballverein Fortuna Leipzig.
Von 1966 bis 1969 sendeten einige Paunsdorfer Jugendliche während der Sendepause des Soldatensenders auf dessen Frequenz ein selbst gemachtes Programm aus Lokalnachrichten und verbotener, westlicher Musik, das sie in Anlehnung an den Sender Freies Berlin Sender Freies Paunsdorf nannten.

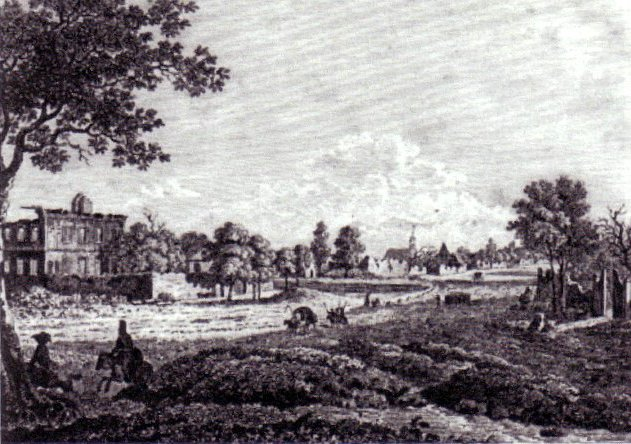
Paunsdorf nach der Völkerschlacht (1813)
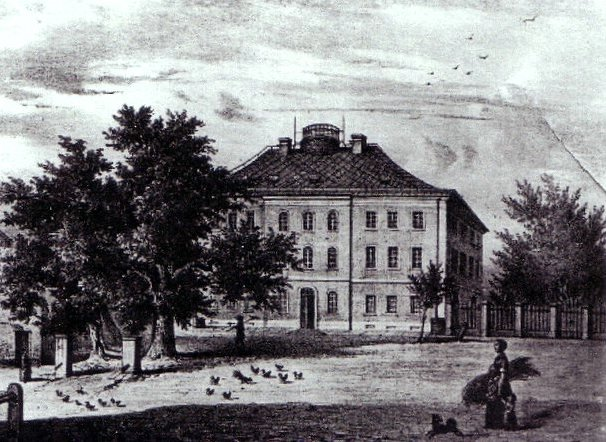
Herrenhaus des Paunsdorfer Rittergutes (um 1840)
Paunsdorfer Dorfkirche (um 1850)
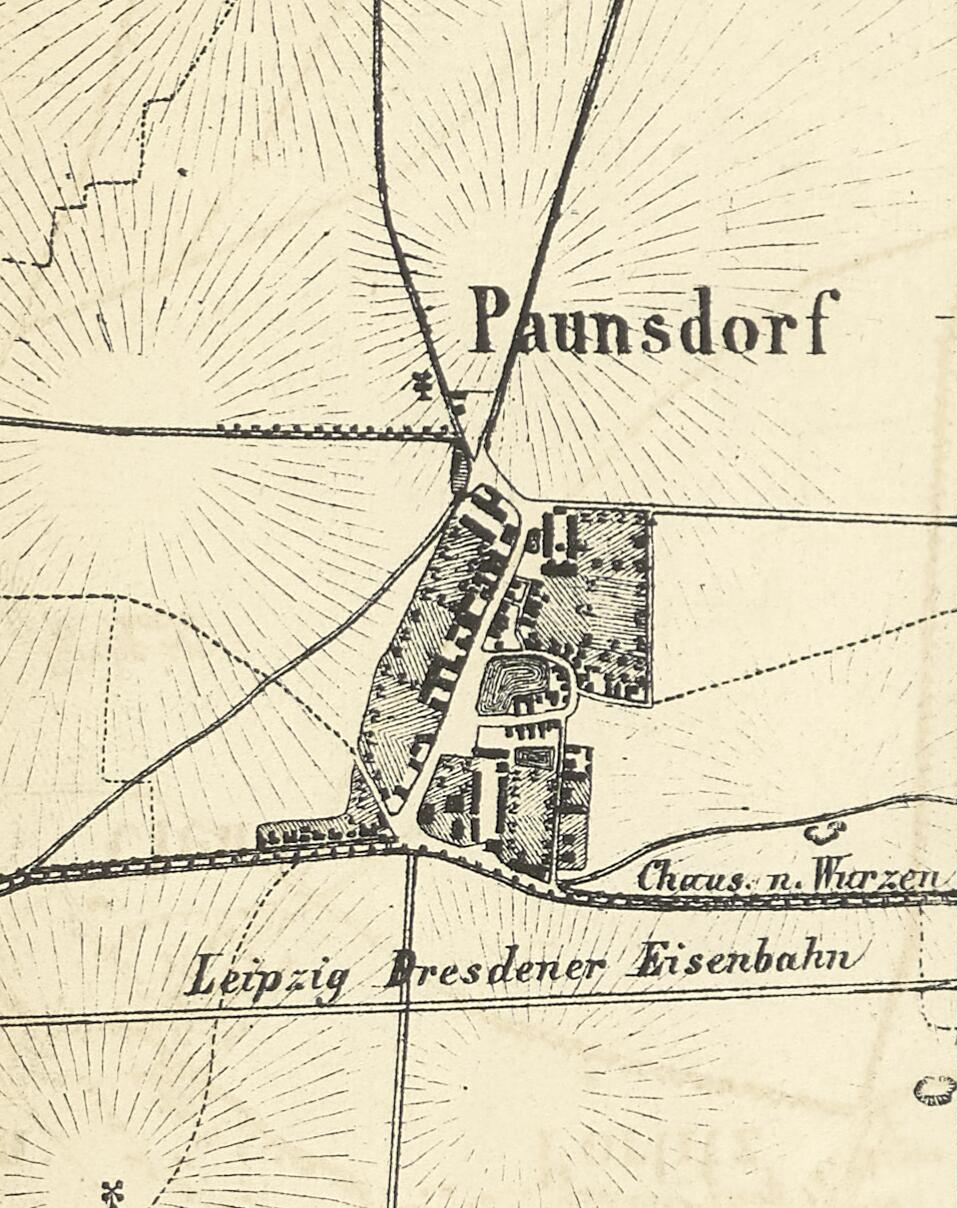
Karte von Paunsdorf (1863)
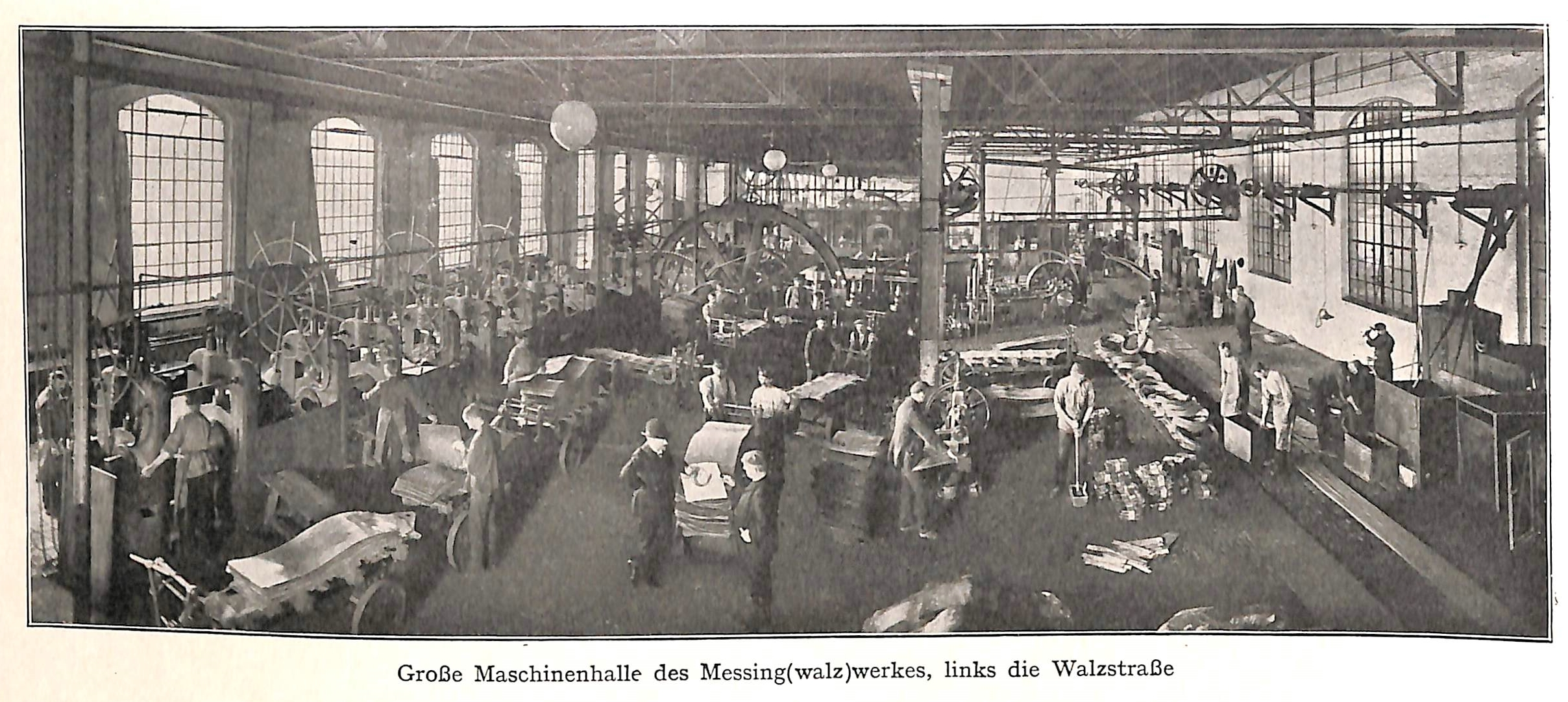
Maschinensaal der Hugo Schneider AG (um 1910)
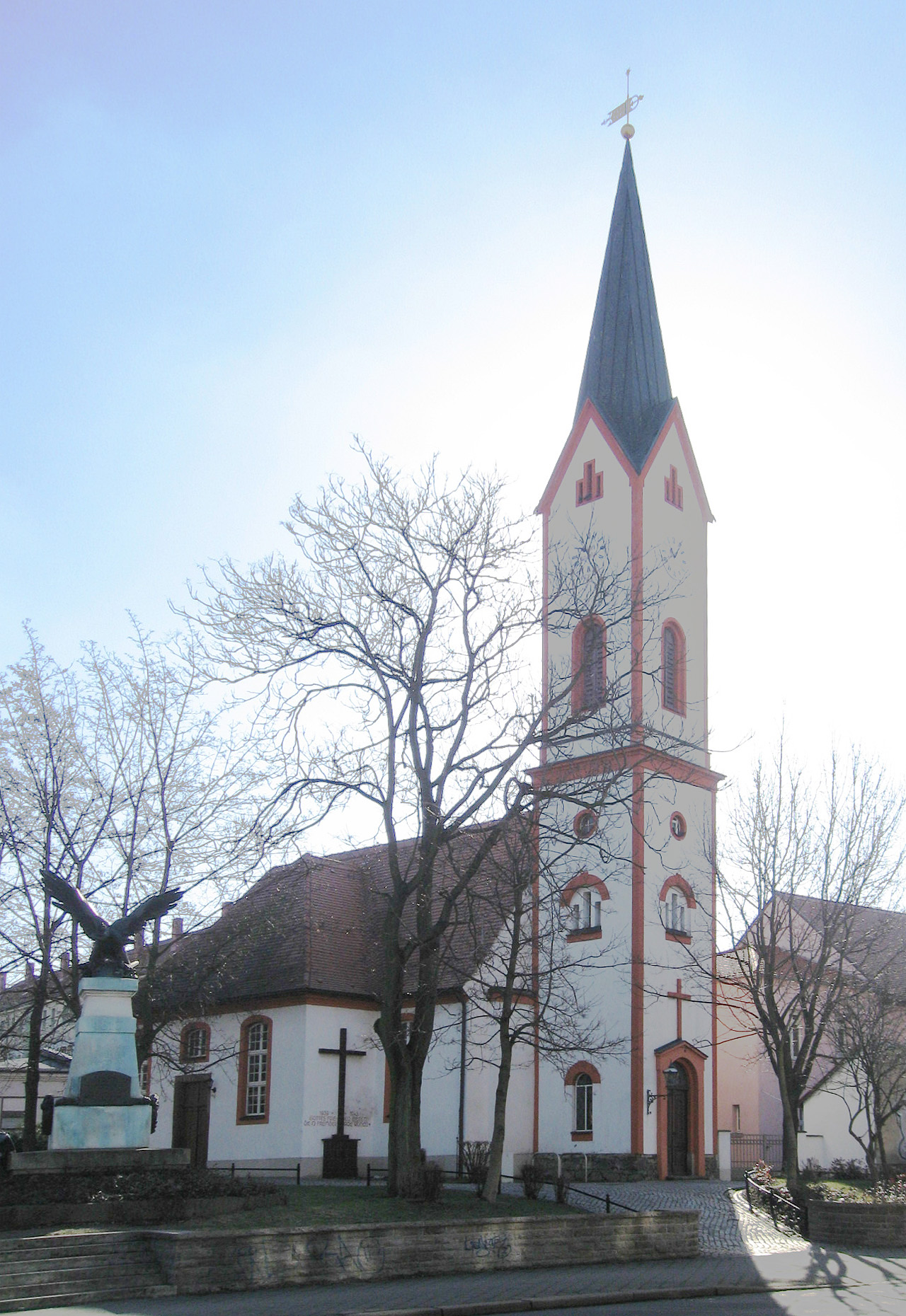
Genezarethkirche
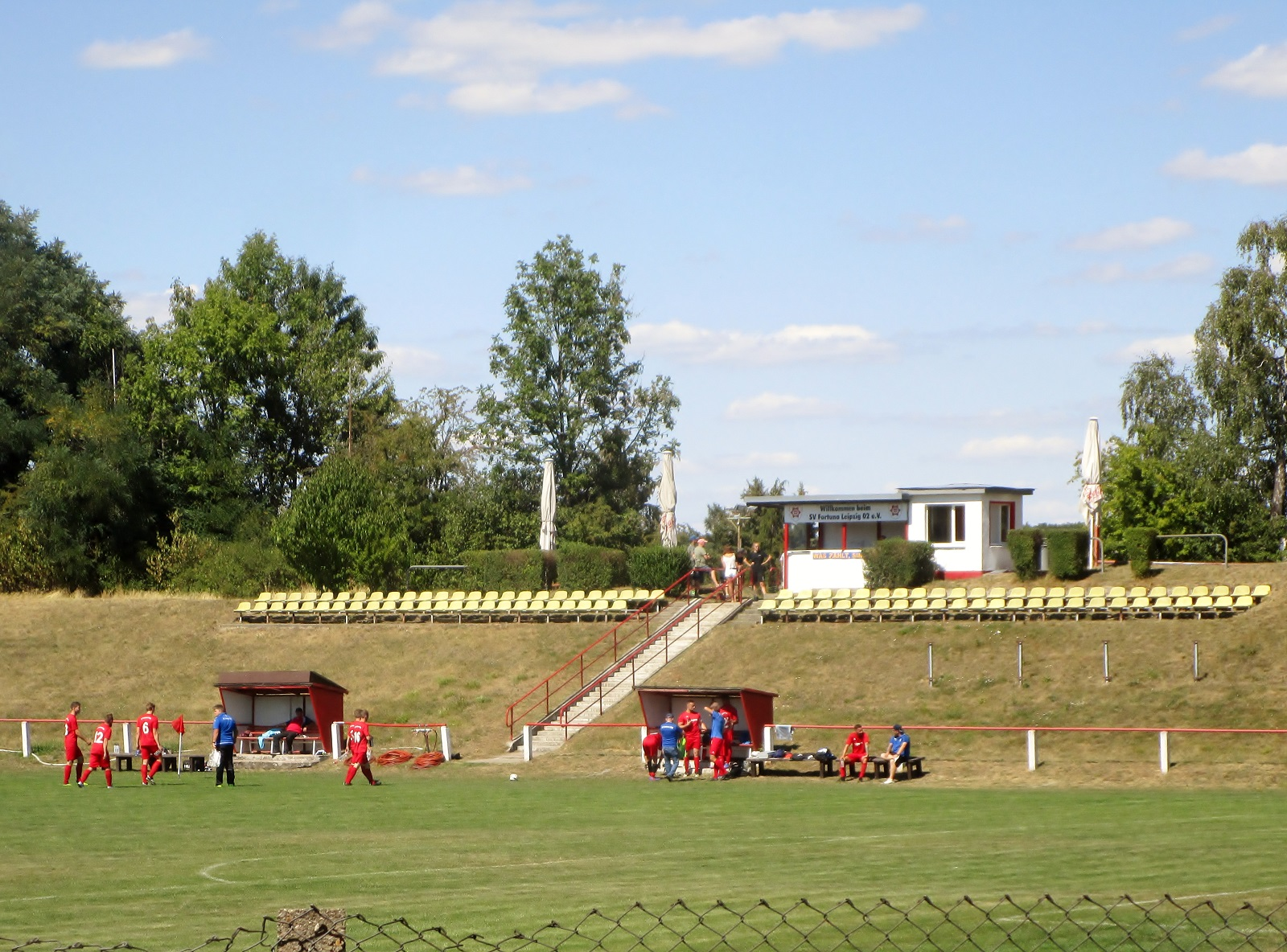
Fortuna-Sportpark (2022)

Neu-Paunsdorf

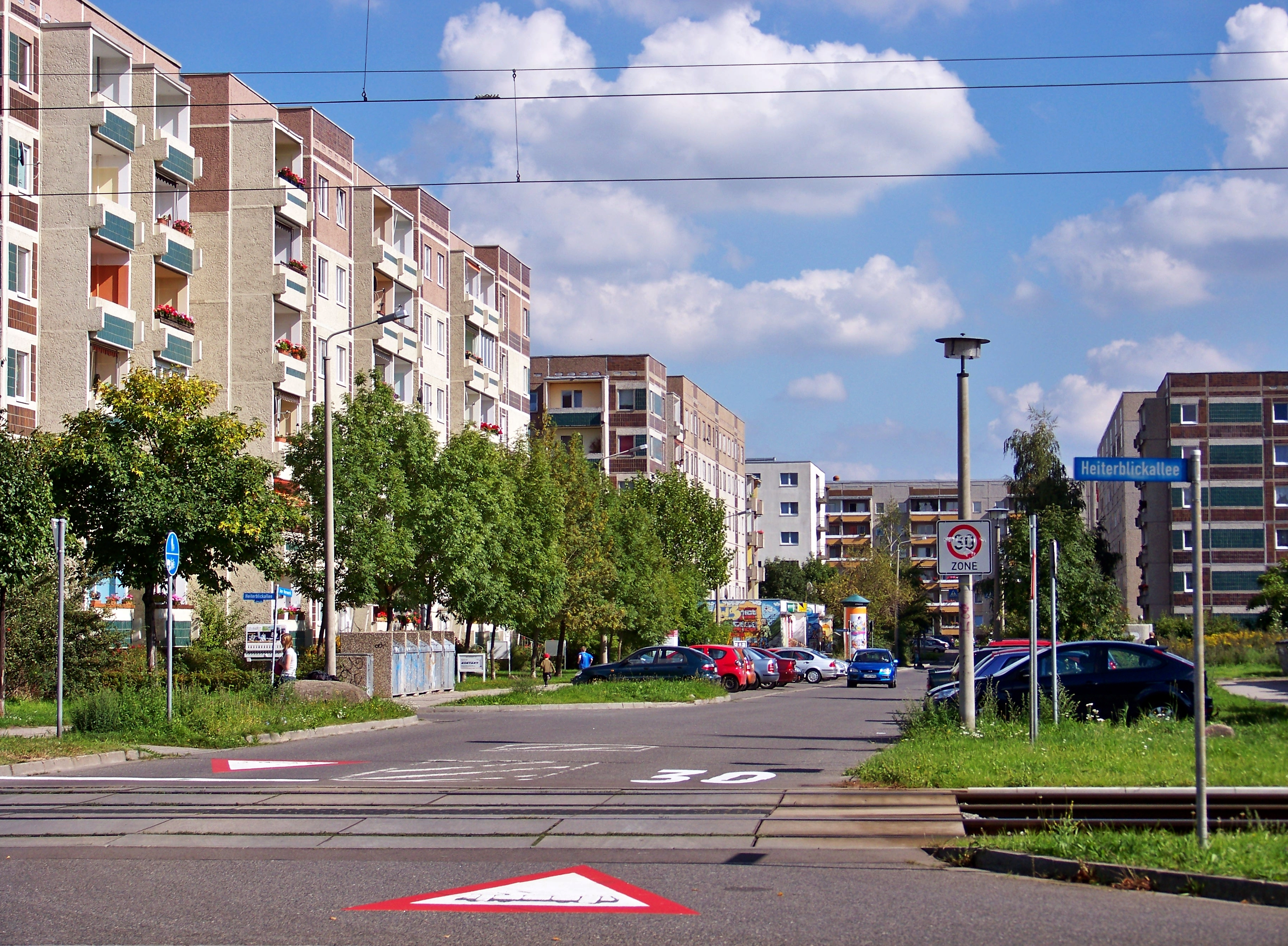
Neu-Paunsdorf in der Straße Am Vorwerk

Die städtebauliche Planung für Neu-Paunsdorf lag in den Händen Leipziger Architekten und Ingenieure unter der Leitung der Architekten Horst Siegel, Georg Eichhorn und Angelika Vámos – basierend auf einem mit dem ersten Preis ausgezeichneten Wettbewerbsentwurf der Berliner Bauakademie (Achim Felz). Mit 6.290 Wohneinheiten ist Neu-Paunsdorf eine der letzten Großwohnsiedlungen des industriellen Plattenbaus der DDR und zweitgrößte in Leipzig nach Grünau (→ Plattenbauten in Leipzig). In den 1990er Jahren wurden im kleineren Stil modernere und besser ausgestattete Wohnblöcke ergänzt und einige Einfamilienhäuser gebaut. Außerdem wurde das Paunsdorf-Center als das größte Einkaufszentrum in Leipzig und zweitgrößtes in Deutschland(Stand 2011) errichtet.
Seit 1997/98 werden die Neu-Paunsdorfer Blöcke sukzessive saniert und modernisiert.

## Bevölkerung
| Jahr | Einwohner |
| ---- | --------- |
| 2000 | 15.769    |
| 2005 | 14.488    |
| 2010 | 13.635    |
| 2015 | 14.127    |
| 2020 | 14.485    |
| 2024 | 15.946    |

Stand: 31.12. des jeweiligen Jahres

## Politik

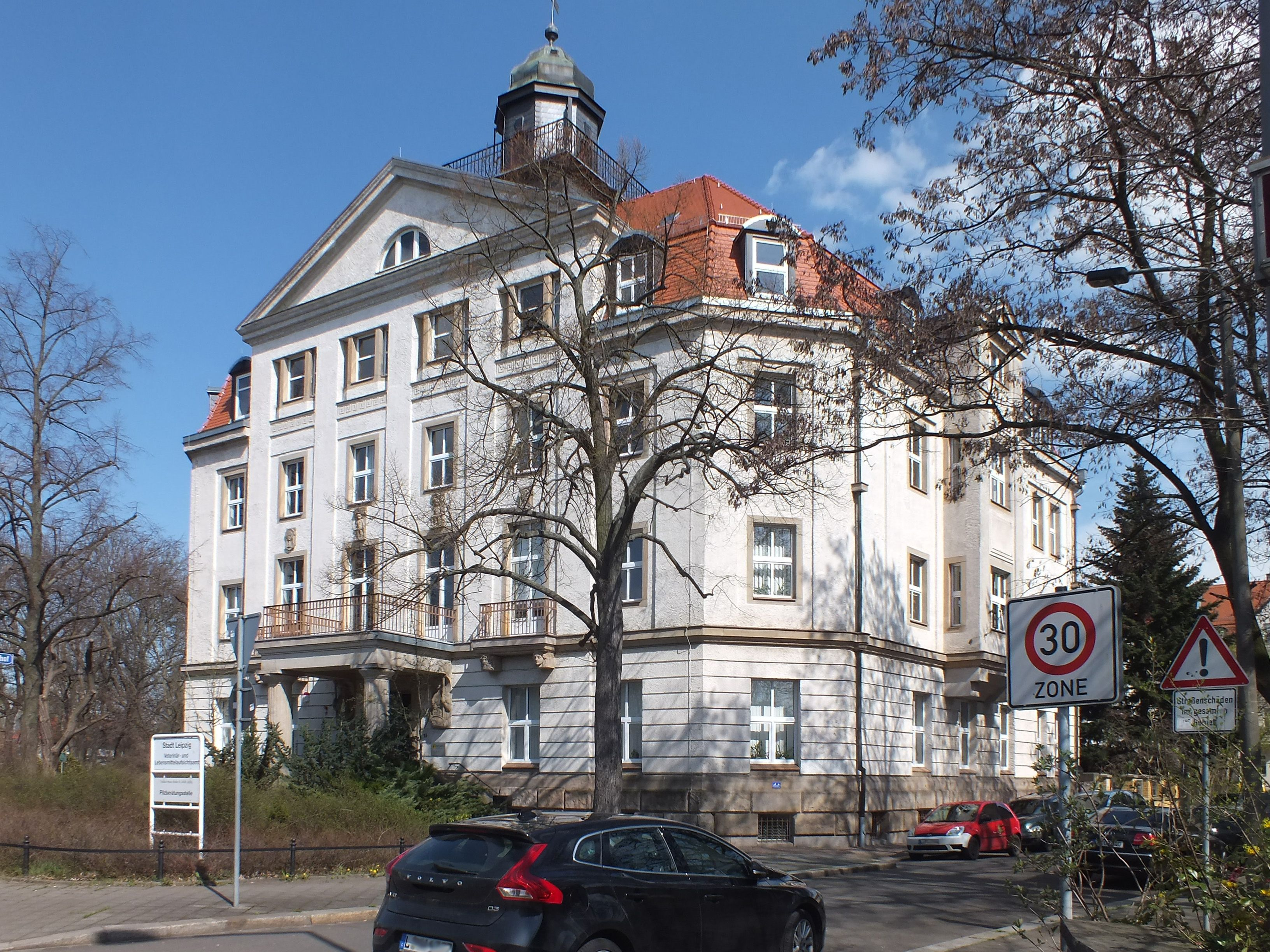
Ehemaliges Rathaus

Bei den Wahlen zum Sächsischen Landtag gehört Paunsdorf zum Wahlkreis Leipzig 2, bei Bundestagswahlen zum Bundestagswahlkreis Leipzig I (Wahlkreis 152).
Die Bundestagswahl 2021 führte bei einer Wahlbeteiligung von 61,6 % zu folgendem Zweitstimmenergebnis:
| Partei                | Paunsdorf | Stadt Leipzig |
| --------------------- | --------- | ------------- |
| AfD                   | 23,9 %    | 13,3 %        |
| SPD                   | 23,9 %    | 20,9 %        |
| CDU                   | 16,8 %    | 14,0 %        |
| Die Linke             | 10,4 %    | 13,7 %        |
| FDP                   | 08,7 %    | 10,1 %        |
| Bündnis 90/Die Grünen | 06,0 %    | 18,5 %        |
| Sonstige              | 10,4 %    | 09,5 %        |

Amtssitz
Ab dem 7. September 2011 befindet sich der Sitz des Veterinär- und Lebensmittelaufsichtsamt der Stadt Leipzig im vorher jahrelang ungenutzten Paunsdorfer Rathaus.

## Infrastruktur

### Verkehr
Der Anschluss an die Stadt und das Umland ist für Alt-Paunsdorf über die Riesaer Straße (alte B 6) und die Theodor-Heuss-Straße gegeben, wobei die Riesaer Straße ab etwa Ostheimstraße (Leipzig-Stünz) in ihrer Verlängerung als Leipziger Straße und B 6 bis Kühren b. Wurzen auf über 30 Kilometern parallel zur ersten deutschen Ferneisenbahn Leipzig–Dresden verläuft.
Für Neu-Paunsdorf ist eine Verbindung über die Permoserstraße (B 6) und die Heiterblickallee gegeben.
Im Bereich des ÖPNV verbinden die Straßenbahnlinien 7 und 8 Paunsdorf mit dem Stadtzentrum und Sommerfeld. Beide Linien befahren die Riesaer Straße bis zum Straßenbahnhof Paunsdorf und biegen dann auf einen separaten Gleiskörper ein. Ab dort werden beide Linien bis zu ihren jeweiligen Endstellen separat vom Individualverkehr geführt.
Beide Linien ergänzen sich wochentags tagsüber zu einem 4/6-Minuten-Takt. Samstags wird tagsüber ein 7/8-Minuten-Takt gehalten. Sonntags wird von der Linie 7 früh morgens sowie spät abends ein 30-Minuten-Takt gehalten, dazwischen wird viertelstündlich gefahren.
Die Endstelle der Linie 8 Paunsdorf-Nord lag zwar zu ihrer Eröffnung in Paunsdorf, liegt aber nach aktuellem Stadtplan nun in Heiterblick.
Wochen- und samstags verbindet die Buslinie 90 Paunsdorf mit dem Paunsdorf-Center (P.C.) und Wahren, an Sonntagen verkehrt sie nur bis zum Straßenbahnhof Paunsdorf.
Die Buslinie 72 verkehrt wochen- und samstags ab Paunsdorf (Buswendestelle) über Engelsdorf und Mölkau zum Hauptbahnhof und trifft dort wieder auf die Straßenbahnlinien 7 und 8.
In den Abendstunden endet die Linie 73 an der Buswendestelle Paunsdorf.
Die Buslinie 79 verkehrt im 20-Minuten-Takt ab Thekla über Paunsdorf bis zum S-Bahnhof Connewitz und stellt so eine wichtige Nord-Süd-Verbindung her. In den Sommermonaten ist jede zweite Fahrt verlängert bis zum Cospudener See.
In den Nachtstunden verbindet die Nachtbuslinie N7 das Stadtzentrum ab Hauptbahnhof mit Paunsdorf.

### Bildung
Die Stadt Leipzig unterhält in Paunsdorf fünf Schulen: die Oberschule Paunsdorf, die 24. (Grundschule) am Paunsdorfer Gutspark, die Brüder-Grimm-Schule (Grundschule) sowie die Theodor-Körner-Schule (Grundschule) und die Gustav-Hertz-Schule Leipzig (Gymnasium).

## Persönlichkeiten
in Paunsdorf geboren:
- Gottfried Wilhelm Küstner (1689–1762), Geheimer Kriegs- und Appellationsrat, Bürgermeister von Leipzig
- Hermann Ampach (1829–1903), Rittergutsbesitzer und Reichstagsabgeordneter
- Hermann Liebmann (1882–1935), Redakteur der Leipziger Volkszeitung, Politiker und Opfer des Nationalsozialismus
- Georg Quenzel (1896–1966), Grafiker, Zeichner und Hochschullehrer
- Rudolf Jahn (1906–1990), Widerstandskämpfer gegen den Nationalsozialismus, DDR-Politiker und Diplomat
- Rolf Krickow (1921–2003), Rundfunkmoderator und Redakteur